# 克雷拉茨科耶站
克雷拉茨站（羅馬化：Krylatskoe）是莫斯科地鐵阿爾巴特－波克羅夫卡線的一個車站，位於莫斯科西部。在2008年之前，該站曾經是菲利線西端的終點車站。克雷拉茨站開通於1989年，設計者是N. Shumakov、G. Mun和A. Mosichuk。